# Populus wilsonii
Populus wilsonii é uma espécie de árvore do gênero Populus, pertencente à família Salicaceae. É nativa do leste da Ásia.

## Ligações externas

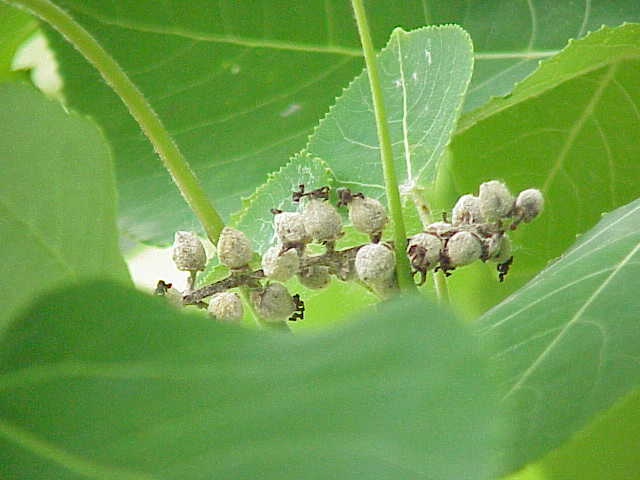
Populus wilsonii